# Italcementi
Italcementi é uma empresa multinacional de origem italiana, sendo considerada hoje uma as maiores produtoras de cimento e de concreto, foi criada em 1864 e atualmente é a maior cimenteira da Itália e esta entre as 10 maiores empresas de cimento do mundo.

## Grupo Italcementi
A Italcementi Group SpA é uma empresa multinacional que emprega 17 500(2013) pessoas, com unidades de produção em mais de 22 países. Presente nos mercados de todos os continentes, a Italcementi está mais distribuída em termos globais do que qualquer outro grupo de materiais de construção.
Os principais negócios da Italcementi incluem a fabricação e distribuição de cimento, bem como a produção, processamento e distribuição de agregados como brita, cascalho, areia, concreto. A empresa também oferece consultoria, pesquisa, comercialização, engenharia e outros serviços.
Ciments Français é uma sociedade industrial francesa especializada no fabrico de cimentos. Esta empresa é detida em 81,01 % pelo grupo italiano Italcementi, a quinta maior cimenteira mundial.